# Monument istoric

Emblema utilitzada per marcar edificis protegits i altres estructures a Romania.

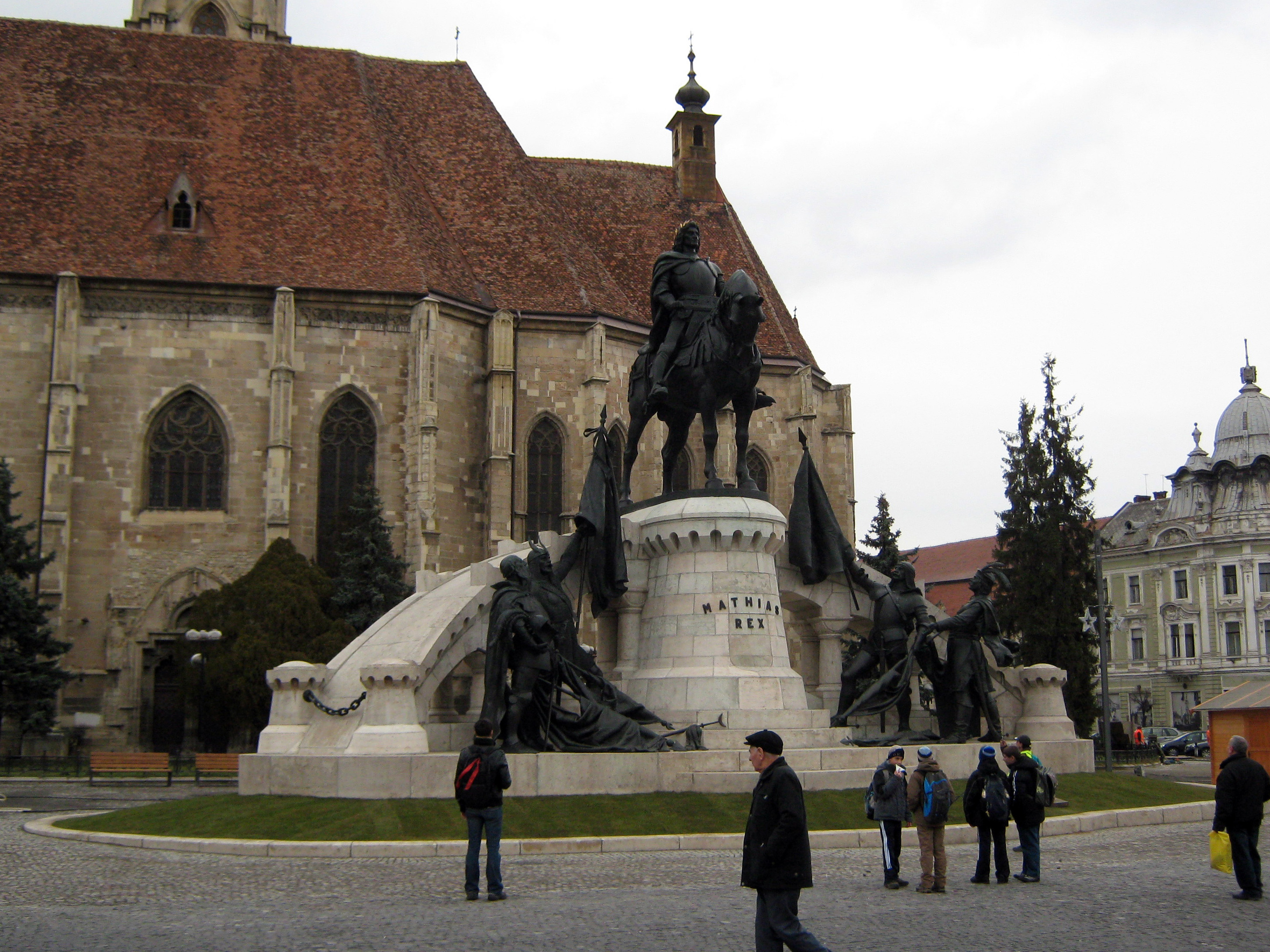
Monument istoric a Cluj-Napoca.

Monument istoric (plural: Monumente istorice, en català "monument històric") és el terme romanès per a la designació de llocs del patrimoni nacional a Romania.

## Classificacions
Un monument istoric es defineix com:
- Una obra arquitectònica o escultòrica o un jaciment arqueològic.
- Amb un valor patrimonial cultural significatiu i d'escala inamovible.
- Perpetuar la memòria d'un esdeveniment, lloc o personalitat històrica.

Les propietats culturals Monumente istorice inclouen monuments històrics romanesos del Registre nacional de monuments històrics de Romania. També poden incloure llocs que no s’enumeren específicament en la seva totalitat, però que contenen entitats, com ara estàtues i fonts commemoratives dels parcs i cementiris.
Inventari
Hi ha 29.540 entrades designades monumente istorice (monuments històrics) llistades individualment a Romania a partir del 2010.
D’aquests, 2.621 són a Bucarest; 1.630 al comtat de Iaşi; 1.381 al comtat de Cluj; 1.239 al comtat de Dâmboviţa; 1.069 al comtat de Prahova; 1.023 al comtat d’Argeș; 1.017 al comtat de Mures; 1.014 al comtat de Sibiu; 983 al comtat de Braşov; 865 al comtat de Buzău; 833 al comtat de Caraş-Severin; 790 al comtat de Vâlcea; 765 al comtat de Bistriţa-Năsăud; 758 al comtat d’Olt; 740 al comtat de Harghita; 724 al comtat d’Ilfov; 699 al comtat de Dolj; 684 al comtat de Constanţa; 679 al comtat d’Alba; 588 al comtat de Covasna; 582 al comtat de Maramureș; 569 al comtat de Mehedinţi; 567 al comtat de Tulcea; 544 al comtat de Sălaj; 542 al comtat de Giurgiu; 537 al comtat de Neamţ; 520 al comtat de Hunedoara; 517 al comtat de Suceava; 509 al comtat de Botoşani; 501 al comtat de Gorj; 435 al comtat de Bihor; 434 al comtat de Vaslui; 427 al comtat de Vrancea; 413 al comtat d’Arad; 393 al comtat de Teleorman; 364 al comtat de Bacău; 338 al comtat de Timiș; 310 al comtat de Satu Mare; 284 al comtat de Călăraşi; 263 al comtat de Galaţi; 218 al comtat de Ialomiţa; i 171 al comtat de Brăila.